# Stolnica v Lincolnu, Anglija
Stolnica v Lincolnu (polno ime Stolnica cerkev Blažene Device Marije v Lincolnu, včasih Marijina stolnica) je stolnica v Lincolnu v Angliji in je sedež škofa Lincolna v Anglikanski cerkvi. Stavba je začel graditi leta 1088 in nadaljevala v več fazah ves srednji vek. 238 let je bila najvišja stavba na svetu (1311–1549).  Osrednji zvonik je propadel leta 1549 in ni bil obnovljen. Ugledni viktorijanski pisatelj John Ruskin je izjavil: »Vedno sem ugotavljal, ... da je stolnica v Lincolnu ven in ven najbolj dragoceni kos arhitekture na Britanskem otočju in grobo rečeno vredna več kot katera koli druga stolnica«.

## Zgodovina
Remigius de Fécamp, prvi škof v Lincolnu, je preselil škofijski sedež nekako med letoma 1072 in 1092. O tem piše James Essex: »Remigius ... postavil temelje svoje stolnice leta 1088« in »je verjetno, glede na to da je Norman, zaposlil normanske zidarje za nadziranje stavbe ... čeprav ni mogel dokončati celote pred svojo smrtjo«. Pred tem piše B. Winkles: »...znano je, da Remigius prisvojil župnijsko cerkev sv. Marije Magdalene v Lincolnu, čeprav ni znano, za kaj jo je uporabil«.
Do takrat je bila cerkev sv. Marije v Stowu  "mati cerkev" v Lincolnshire (čeprav ni bila stolnica, ker je bil sedež škofije v opatiji Dorchester Abbey v Dorchester-on-Thames, Oxfordshire). Lincoln je bil bolj na sredi škofije, ki se je raztezala od reke Temze do reke Humber.
Škof Remigius je zgradil prvo lincolnsko stolnico na sedanji lokaciji in je končal leta 1092, nato umrl 9. maja istega leta, dva dni preden je bila posvečena. V letu 1141 je leseno ostrešje pogorelo. Škof Alexander je obnovil in razširil stolnico, vendar jo je potres precej uničil približno štirideset let pozneje, leta 1185 (datirano s strani BGS se pojavlja 15. april 1185). Potres je bil eden od največjih v Veliki Britaniji. Ocenjena magnituda je bila več kot 5, po EMS pa 7 na določenih mestih. Epicenter potresa naj bi bil v Nottinghamshire, kjer je popolnoma uničil več vasi. Nekateri menijo, da so ga najmočneje čutili v Severnem morju, celo na Norveškem. Poškodba stolnice je bila zelo obsežna: stolnica je opisana, kot da se je "ločila od vrha do tal". V sedanji stavbi so le manjši del zahodnega dela in njena dva zvonika ostala od prvotne stolnice. Nekateri (Kidson, 1986; Woo, 1991) menijo, da je bila poškodba stolnice verjetno pretirana zaradi slabe kakovosti ali načrtovanja gradnje.
Po potresu je bil imenovan novi škof. To je bil Hugh de Burgundy od Avalon iz Francija, ki je postal znan kot Sv. Hugh Lincolnski. Začel je velik obnovitveni in širitveni program. Obnova se je začela s korom (Kor S. Hugha) in vzhodnim transeptom med letoma 1192 in 1210. Glavna ladja  je bila rekonstruirana v slogu zgodnje angleške gotike. Kmalu so sledili še drugi arhitekturni dosežki tistega časa, ki so bili dodani v stolnici - šiljasti loki, zunanji oporniki in rebrasti oboki. To je omogočilo oblikovanje in podporo večjih oken. Stolnica je 3. največja v Veliki Britaniji (po površini 148 m x 83 m) za sv. Pavlom v Londonu in York Minster. Je tudi največja stavba Lincolnshirea in do 1549 je zvonik slovel kot najvišji srednjeveški stolp v Evropi, čeprav je točna višina stvar razprave. Velik zvon, Great Tom of Lincoln, zvoni na četrt ure. Ura je bila postavljena v začetku 19. stoletja.
Trinajst zvonov je v jugozahodnem stolpu, dva v severozahodnem in pet v osrednjem stolpu (vključno Great Tom). Dve veliki okni - rozeti z vitraži predstavljata dekanove ali škofove oči in sta bili dodani stolnici v poznem srednjem veku. Nekdanje dekanovo oko v severni prečni ladji je iz leta 1192 in ga je začel obnavljati Sv. Hugh, dela pa so bila zaključena leta 1235. Drugo okno na južni prečni ladji je bilo obnovljeno 100 let kasneje, leta 1330. Sodobni zapis, »The Metrical Life of St Hugh«, se nanaša na pomen teh dveh oken (eno na temni, severni strani in drugo na svetli, južni strani stavbe):
Severno predstavlja hudiča in južno Svetega Duha in v teh smereh gledajo oči. Škofov obraz je obrnjen na jug, da bi povabil, dekanov na sever, da bi se odpovedali; eden skrbi, da se ohrani, drugega skrbi, da ne propade. S temi očmi je obraz stolnice na straži kot svečnik nebes in teme pozabe.
Po dodatku dekanovega očesa in drugih večjih gotskih dodatkih so verjeli, da je prišlo do nekaj napak pri podpori glavnega zvonika, ki se je leta 1237 porušil. Novi zvonik se je kmalu začel graditi. Leta 1255 je bilo, s peticijo Henrika III., omogočeno sprejeti obseg del mestnega obzidja za povečanje in razširitev stolnice, vključno z obnovo osrednjega stolpa in zvonika. Majhne zaokrožene kapelice, zgrajene v času Sv. Hugha, nadomestijo z večjim vzhodnim koncem stolnice. To je bilo potrebno zaradi vse večjega števila romarjev, ki so prihajali k čaščenju v Hughovo svetišče.
Ko je leta 1290 umrla Eleanora Kastilijska (prva soproga kraljica), je kralj Edvard I. Angleški odločil, da v njeno čast priredijo eleganten pogrebni sprevod. Potem ko je bilo njeno telo balzamirano, so ostanke pokopali v Lincolnski stolnici, dvojnik groba pa je v Westminstru. Originalna grobnica ni ohranjena; njena podoba je bila uničena v 17. stoletju in so jo nadomestiti s kopijo v 19. stoletju. Na zunanji strani stolnice sta dva pomembna kipa, pogosto opredeljena kot Edvard in Eleanora. Ta kipa sta bila v veliki meri obnovljena v 19. stoletju in se verjetno nista prikazovala kot par.
Med letoma 1307 in 1311 je bil osrednji stolp dvignjen na sedanjo višino 83 m. Zahodne stolpe in sprednji del stolnice so tudi izboljšali in povečali. V tem času so visok, s svincem pokrit lesen zvonik dodali na osrednji stolp, vendar ga je razneslo v neurju leta 1548. S svojim zvonikom bi stolp dosegel višino 160 m (bil bi najvišja zgradba na svetu, presegla bi Velike Piramide v Gizi, ki so držale rekord skoraj 4000 let). Večina strokovnjakov dvomi o tem. Drugi dodatki stolnici iz tega obdobja so dovršeno izrezljan zaslon in prestol milosti iz 14. stoletja, kot je bil Angelski kor. Pri večjem delu dolžine stolnice imata ločni steni v reliefu drugo plast spredaj, da dobimo iluzijo prehoda ob steni. Iluzija ne deluje, saj kamnosek, ki je kopiral tehniko iz Francije, ni storil pravilne dolžine loka potrebne za iluzijo, da bi bila učinkovita.
Leta 1398 John of Gaunt in Katherine Swynford ustanovil sklad, da bi molili za dobro počutje duš. V 15. stoletju se gradnja stolnice obrnila na sklad ali spominsko kapelo. Kapelice ob Angelskem koru so bile zgrajene v perpendicular slogu, s poudarkom na močnih navpičnih črtah, ki so se ohranile danes v okenskem krogovičju in stenskih opažih.

## Magna Carta (Velika listina svoboščin)
Škof Lincolna, Hugh of Wells, je bil eden od podpisnikov Magne Carte (Velike listine svoboščin). Stolnica je 100 let hranila enega od štirih preostalih izvodov izvirnika, ki je zdaj varno prikazan v gradu v Lincolnu. Trije drugi izvodi so: dva v British Library in eden v stolnici v Salisburyju. Leta 2009 je bila lincolnska Magna Carta posojena Ronald Reagan Presidential Library v Simi Valley, Kalifornija.

## Mali sv. Hugh
V avgustu 1255 so v vodnjaku našli telo 8-letnega dečka. Bil je pogrešan že skoraj mesec dni. Ta incident je postal vir obrekovanja o krvni obtožbi. Judje so bili obtoženih njegove ugrabitve, mučenja in ritualnega umora. Mnogi Judje so bili aretirani, osemnajst so jih obesili. Deček je postal imenovan kot Mali Sv. Hugh, da bi ga razlikovali od Sv. Hugh Lincolnskega, vendar ni bil nikoli uradno proglašen za svetnika.
Stolnica je imela koristi od tega dogodka, ker je bil Hugh videti kot mučenik, številni privrženci pa so prišli v mesto in stolnico, da bi ga častili. Geoffrey Chaucer omenja primer v The Prioress's Tale, o tem je bila napisana balada leta 1783. Leta 1955 je bila premeščena spominska plošča v stolnico.

## Lincolnski vragec
Ena izmed kamnitih rezbarij v stolnici je Lincolnov vragec. Obstaja več različic legende, ki obdaja to figuro.
Po legendi iz 14. stoletja, sta bili dva navihana vraga poslana os Satana na zemljo, da bi storila zla dela. Po povzročitvi kaosa v severni Angliji, sta prišla v Lincolnsko stolnico, kjer sta le razbila mize in stole ter spotaknila škofa. V Angelskem koru se je pojavil angel in jima ukazal ustaviti se. En vragec je sedel na vrhu kamnitega stebra in začel metati kamenje na angela, medtem ko se je drug pritajih pod zlomljenimi mizami in stoli. Angel je vrgel kamen v prvega vragca, kar je omogočilo, da je drugi pobegnil. Prvi vragec je vrnil kamen in za vedno obsedel na vrhu svojega kamnitega stebra v Angelskem koru.

## Knjižnica Wren
Knjižnica Wren hrani redko zbirko 277 rokopisov, med njimi tudi besedilo svetega Bede Častitljivega.

## Rozeta
Lincolnska stolnica vsebuje dve večji okni imenovani rozeta, kar je zelo redko v srednjeveški arhitekturi v Angliji. Na severni strani stolnice je Dekanovo oko, ki je ohranjeno od prvotne strukture stavbe, na južni strani pa je Škofovo oko, ki je bilo najverjetneje obnovljeno okoli 1325–1350. To južno okno je eno največjih primerov izdelanih z ukrivljenim krogovičjem v srednjeveški arhitekturi. Ukrivljeno krogovičje je oblika krogovičja, kjer so vzorci neprekinjene krivulje. Ta oblika je pogosto narejena v okviru s koničastimi loki in kvadratnimi okni, saj so to najlažje oblike, toda krožni prostor okna je bil edinstven izziv za oblikovalce. Rešitev je bila ustvarjena tako, da so krog razdelili na manjše oblike, ki so omogočile lažje oblikovanje in ustvarjanje. Krivulje so bile narejene tako, da so ustvarile štiri različna področja kroga. To je prostore v krogu, kjer je krogovičje veliko manjše in ga je lažje delati. To okno je zanimivo in edinstveno tudi zato, da je poudarek s krogovičjem odmaknjen od središča kroga in namesto tega postavljen v druge odseke. Zasteklitev okna je bila prav tako težka. Zato so oblikovalci sprejeli odločitev da zmanjšajo višino ikonografije v oknu. Večina oken v stolnicah kaže velike barvite slike iz biblije, vendar jih ima lincolnska zelo malo. Nekatere od teh slik je mogoče videti v oknu svetnikov Pavla, Andreja in Jakoba.

## Lesene konstrukcije
Lesene konstrukcije nudijo trden in zanesljiv vir podpore za gradnjo, saj so preko svojih oblik vzdržljive in močne. Trikotniki so najmočnejša oblika, saj ni važna velikost sile nanje, sposobni so jih na svojih treh sklepih prenašati v največjem obsegu. V konstrukcijah s trikotniki znotraj večjih trikotnikov dodaja še več moči, kar je razvidno iz kora. Zasnova vseh lesenih konstrukcij je utrudljiva naloga, saj obstaja veliko različnih stvari, ki jih je treba upoštevati pri gradnji teh podpor. Ključno je, da se oblikujejo take konstrukcije, ki ustrezajo posebnosti stavbe. Zaradi velikega obsega strehe pri Lincolnski stolnici je bilo to še posebej zahtevno. Trikotni konstrukciji so dodali vmesne prečne tramove in tako imenovane kraljičine drogove za pomoč pri preprečevanju povesa. Za zaščito pred poškodbami vetra, so dodali okvir. Sekundarni špirovci so zagotovili, da je teža enakomerno porazdeljena. Kor St. Hugha ima skupno šestintridesetih konstrukcijskih elementov za podporo strehe.

## Oboki
Eden od glavnih arhitekturnih elementov Lincolnske stolnice so spektakularni oboki. Za različne oboke v stolnici pravijo, da so izvirni in eksperimentalni. Videti je, da je bilo veliko ustvarjalnosti pri načrtovanju stolnice. Obstaja več različnih vrst obokov, ki se razlikujejo med glavno in stranskimi ladjami, korom in kapelami. Ob severni ladji je kontinuiran greben reber z arkadami, ki ne upoštevajo obočnih pol. Na južnem prehodu je prekinjen greben reber, ki daje poudarek na vsako posamezno obočno polo. SZ kapela ima štiristranske oboke, južna kapela ima oboke, ki izhajajo iz osrednjega podpornega stebra. Uporaba šestdelnih obokov je dovoljena zaradi vstopa več naravne svetlobe v stolnico skozi podstrešna okna, ki so bila nameščena znotraj vsake obočne pole. Kor sv. Hugha predstavlja izjemno nenavadne oboke. To je serija asimetričnih obokov, ki se zdijo skoraj diagonalne linije, ki se z dvema rebroma na eni strani prelivajo v samo eno rebro na drugi strani oboka. Ta vzorec deli zgornji prostor obokov in pol ter perfektno poudarja le-te. Oboki kapiteljske dvorane so tudi zanimivi. To je decagonalna stavba z enim samim, osrednjim stebrom iz katerega raste dvajset reber. Vsako posamezno območje stolnice je mogoče ločiti samo po različnih obokih. Vsak obok, ali vsaka sprememba oboka je sveža in izvirna.

## Sodobna zgodovina

### Obdobje vojne
Lincolnshire je bil v času druge svetovne vojne, sedež številnih vojaških letališč, ki so podlaga vzdevku Bomber County. Lincolnska stolnica je bila zlahka prepoznaven marker za posadke, ki so se vračale iz akcij po vsej Nemčiji in okupirani Evropi in kot taka je imela velik pomen. Ustrezno temu je stolnica od leta 2006 edini spomenik v Združenem kraljestvu namenjena 55.000 vojakom izgubljenih v drugi svetovni vojni.in the Second World War.
Med vojno so bili šestdeset metrov pod stolnico shranjeni »neprecenljivi britanski zakladi«. Kopija Magne Carte je bila tedaj posojena v Združenih državah Amerike.

### 21. stoletje
Po podatkih iz spletne strani stolnice, vsako leto porabijo več kot 1 milijon funtov za vzdrževanje. Zadnja končana obnova je bila zahodna fasada leta 2000. Že več let popravljajo poškodbe na zunanjih opornikih. Najnovejši problem je odkritje, da je kamen v rozeti dekanovo oko zdrobljen kar pomeni, da zahtevno popolno rekonstrukcijo. Prišlo je obdobje ko se je izkazalo, da je samo še 5 mm kamna pa bi se celotno okno sesulo.  Specialisti so odstranili krogovičje pred namestitvijo okrepljenega. Prvotni vitraži so bili očiščeni in postavljeni v ozadju novega izotermalnega stekla, ki nudi boljšo zaščito pred zunanjimi vplivi. Do aprila 2006 je bil projekt prenove končan za 2 milijona funtov.
V zadnjem času se spet kaže slabšanje stanja na zahodni fasadi, saj je nekaj kamna odpadlo.
Lincolnsko stolnico obišče med 150.000 in 200.000 obiskovalcev na leto, kar jo uvršča na 16. najbolj obiskano znamenitost v East Midlandsu. 
Stolnica je bila uporabljena za snemanje filma Da Vincijeva šifra (po istoimenski knjigi). Stolnica je prevzela vlogo Westminstrske opatije, ki je snemanje zavrnila. Končano je bilo avgusta 2005. Da bi bila podobna Westminstrski opatiji, so freske naslikal na posebni plasti nad obstoječo steno, drugje so bile narejene replike iz polistirena (Newtonova grobnica in drugi spomeniki). Januarja 2008 so bile vse prodane na dražbi za pridobitev denarja za stolnico.
Stolnica je ponovno nadomestila Westminstrsko opatijo za film Young Victoria, posnet v septembru 2007.

### Dekani in kanoniki
- Philip Buckler (od 3. februarja 2007 dalje)
- Gavin Kirk (od septembra 2003 dalje)
- Dr. Mark Hocknull (od 14. novembra 2009 dalje)
- John Patrick (od 4. februarja 2012 dalje)

## Glasba

### Glasbeni zbor
Zbor trenutno šteje deset moških (ki so bodisi laični duhovniki ali šolani pevci), skupina približno 20 dečkov in skupina približno 20 deklet.
Ženske pevke so sprejeli šele v letu 1995. Lincoln je bil šele druga stolnica v državi, ki je sprejela dekleta v pevski zbor, po stolnici v Salisburyju in ostaja ena izmed redkih, ki zagotavlja enake glasbene priložnosti in enake pevske dolžnosti fantom in dekletom. Vsi pevci in pevke so izobraženi na šoli Lincoln Minster.

### Orgle
Orgle so eden najlepših primerov dela "očeta" Henryja Willisa iz leta 1898. To so bile njegove zadnje orgle pred njegovo smrtjo leta 1901. Že dvakrat so bile restavrirane, leta 1960 in 1998 (izvajalec Harrison & Harrison).
Postavitev novih orgel leta 1898 je omogočil industrialec Alfred Shuttleworth, ki je daroval 1000£ od celotnega stroška 4.675£ (440.000£ leta 2014). Preostanek so krili drugi posamezniki in javna naročniki. Orgle so ene od dveh Willisovih orgel v angleških stolnicah, ki so ohranile svoje prvotni tonski sistem.
Orgle so bile posvečene na dan Sv. Hugha, 17. novembra 1898. Namen je bil, da bi bile prve britanske orgle na električni pogon. Ker je elektrarna še obratovala, jih je bilo treba poganjati ročno. To delo so opravljali vojaki Lincolnshireskega polka.

### Organisti
Kot vsaka stolnica, je imela tudi lincolnska svoj delež organistov, ki so dosegli mednarodni sloves: morda najbolj znan je William Byrd, renesančni skladatelj. Čeprav ni jasno ali je bil Byrd rojen v Lincolnu, kot je trdil, je bil organist v stolnici od leta 1563 do 1572.
Obstaja evidenca organistov neprekinjeno od leta 1439, ko je bil organist John Ingleton. Opazna organista sta bila še: John Reading, tudi Mendelssohnov biograf in William Thomas Freemantle.

## Grobnice
- Remigius de Fécamp, škof v Lincolnu (1072–92) — začetnik gradnje
- Robert Bloet, Lord kancler in škof v Lincolnu (1093–1123)
- Robert de Chesney, škof v Lincolnu (1148–66?)
- Hugh of Lincoln, škof v Lincolnu (1186–1200) in svetnik (v času reformacije, najbolj znan angleški svetnik po  Thomasu Becketu)
- William de Blois, škof v Lincolnu (1203–6)
- Hugh of Wells, škof v Lincolnu (1209–35)
- Robert Grosseteste, angleški državnik, šolski filozof, teolog in škof v Lincolnu (1235–53)
- Katherine Swynford, vojvodinja Lancasterska (1350–1403)
- Joan Beaufort, grof  Westmorland (1379–1440)
- Philip Repyngdon, škof v Lincolnu (1405–20) in kardinal
- John Russell, vruh pečata in Lord kancler in škof v Lincolnu (1480–94)
- William Smyth, škof v Lincolnu (1496–1514)
- William Fuller, škof v Lincolnu (1667–75)